# Wągroda (gromada)
Wągroda – dawna gromada, czyli najmniejsza jednostka podziału terytorialnego Polskiej Rzeczypospolitej Ludowej w latach 1954–1972.
Gromady, z gromadzkimi radami narodowymi (GRN) jako organami władzy najniższego stopnia na wsi, funkcjonowały od reformy reorganizującej administrację wiejską przeprowadzonej jesienią 1954 do momentu ich zniesienia z dniem 1 stycznia 1973, tym samym wypierając organizację gminną w latach 1954–1972.
Gromadę Wągroda z siedzibą GRN w Wągrodzie utworzono – jako jedną z 8759 gromad na obszarze Polski – w powiecie górowskim w woj. wrocławskim, na mocy uchwały nr 13/54 WRN we Wrocławiu z dnia 2 października 1954. W skład jednostki weszły obszary dotychczasowych gromad Wągroda, Bartodzieje, Głobice, Karów, Lipowiec, Szaszorowice, Świerczów i Żabin ze zniesionej gminy Luboszyce w tymże powiecie. Dla gromady ustalono 11 członków gromadzkiej rady narodowej.
1 stycznia 1960 gromadę zniesiono, a jej obszar włączono do gromad: Luboszyce (wsie Głobice i Lipowiec) i znoszonej Żuchlów (wsie Szaszorowice, Żabin, Wągroda, Karów, Świerczów i Bartodzieje) w tymże powiecie.